# Contarinia tragopogonis
Contarinia tragopogonis är en tvåvingeart som beskrevs av Jean-Jacques Kieffer 1909. Contarinia tragopogonis ingår i släktet Contarinia och familjen gallmyggor. Inga underarter finns listade i Catalogue of Life.